# Христианско-социальная партия (Германия, 1875)
Христианско-социальная партия (нем. Christlich-soziale Partei, CSP) — правохристианская консервативная и антисемитская партия в Германской империи, существовавшая с 1878 по 1918 год. Создатели партии пытались объединить христианско-правую программу с прогрессистскими идеями о труде и социальной справедливости, намереваясь предоставить альтернативу социал-демократам
Являясь частью Берлинского движения, со временем CSP всё больше сосредоточивалось на еврейском вопросе, занимая отчётливую антисемитскую позицию.

## Программа
- Учреждение обязательных профессиональных кооперативов
- Регулирование системы ученичества
- Коммерческий арбитраж
- Обязательное социальное страхование для вдов и сирот, по инвалидности и по старости
- Восьмичасовой рабочий день
- Фабричное законодательство
- Восстановление законов о ростовщичестве
- Прогрессивные налоги на доходы и налогообложение наследства

## История

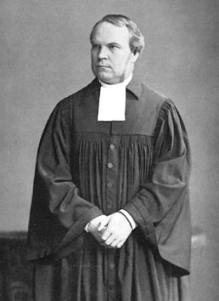
Адольф Штёккер.

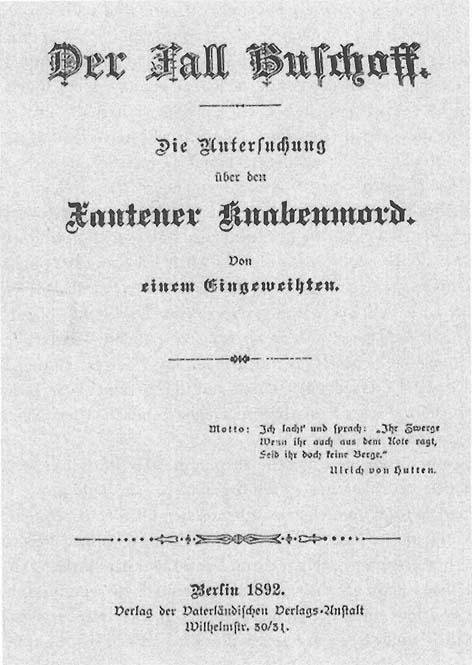
Христианско-социальная брошюра с обвинениями евреев в ритуальном убийстве в Ксантене (1892).

В декабре 1877 года Адольфом Штёккером, богослов, придворный проповедник и член правления Евангелической церкви Прусского союза, вместе с экономистом Адольфом Вагнером основал Центральную ассоциацию социальных реформ (Zentralverein für Sozialreform), которая собиралась бороться с несправедливостью и нищетой. Среди целей новой организации было противодействие подъёму социал-демократам и поиск ответа на насущный социальный вопрос на основе протестантской религии и монархизма.
5 января 1878 года в Берлине в узком кругу сторонников при закрытых дверях Штёккер основал Христианско-социальную рабочую партию (нем. Christlichsoziale Arbeiterpartei, CSAP). Согласно задумкам Штёккера, она должна была «стать великой политической и социально-политической альтернативой социал-демократии». В начале 1878 года Штёккеру удалось привлечь внимание общественности, решительно выступая против социал-демократических агитаторов на их собраниях. Идеология партии прежде всего базировалась на христианско-национальных, антисоциалистических и антикапиталистических идеях.
Создание партии вызвало неоднозначную реакцию в обществе. Программа, оказавшись довольно левой в социальных и экономических разделах, вызвала недовольство социально-консервативных политиков и избирателей, оттолкнув их от новой партии. В свою очередь, социал-демократы, такие как Иоганн Мост, организовали кампанию протестов против партии и её идей. В результате Штёккеру не удалось заручиться поддержкой рабочего класса и составить конкуренцию социал-демократам. После поражения на выборах в июле 1878 года (всего 2310 голосов, в том числе 1422 в Берлине) руководство партии разочаровалась в рабочих и с 1881 года ориентировалась на консервативные слои мелкой буржуазии и с тех пор называла себя Христианско-социальной партией.
Переориентировавшись на низший средний класс, Штёккер сделал ставку на антисемитизм. Хотя на ранних этапах существования партии антисемитизм был лишь второстепенной темой, антисемитские идеи активно распространялись Берлинским движением 1880-х годов, одним из лидеров которого был Штёккер, и которое получило значительную поддержку. Партия критиковала капитализм, называя крупный капитал «еврейским». Одновременно она объявляла левых либералов и социалистов иудаизированными. По словам лидеров Христианско-социальной партии, мировой заговор «международного еврейство» был направлен на уничтожение, например, «немецкого народа» (который, согласно CSP, включал германских евреев). Христианские социалисты активно участвовали в антисемитских кампаниях 1880-х и 1890-х годов. Одной из их любимых тем партии были обвинения против еврейского меньшинства в ритуальных убийствах, которые они широко распространяли в своих партийных газетах и других публикациях.
Партия так и не получила массовой поддержки, но сам Штёккер в 1879 году смог получить место в Рейхстаге благодаря поддержке Немецкой консервативной партии (DKP), частью которой CSP фактически стала в 1880-х годах. В парламенте Штёккер действовал как ультраправый консерватор, выступая за отмену всеобщего избирательного права и интригуя против политики рейхсканцлера Отто фон Бисмарка. На съезде Немецкой консервативной партии в Тиволи в 1892 году антисемиты из DKP при поддержке единомышленников из Христианско-социальной партии сумели закрепить антисемитизм в программе партии. В 1896 году руководство консерваторов, обеспокоенное социальной демагогией Штёккера и радиальностью его антисемитских заявлений, разорвало коалицию с CSP. После разрыва с DKP христианские социалисты — теперь снова как отдельная партия — сблизились союзы с другими антисемитскими группами, такими как Аграрный союз и Немецкая социальная партия.
Антагонизм, развившийся внутри самой партии и тем временем распространившийся на всю Германию, между движением Штёккера и более молодым движением пасторов Фридриха Науманна и Пауля Гёре, которые более резко подчеркивали социализм, привел в 1895 году к расколу на партийном съезд в Эйзенахе (1895), пусть первоначально и без принципиального разделения. Но уже в конце того же 1895 года консервативное партийное руководство решительно отвергло сторонников Наумана, которые группировалось вокруг газеты Die Hilfe, что привело к созданию Национально-социальной ассоциации.
В 1918 году после Ноябрьской революции партия прекратила своё существование. Большинство членов CSP, включая депутата рейхстага Рейнхарда Мумма, который занял избирательный округ Штёккера после его смерти, присоединились к недавно созданной Немецкой национальной народной партии, но покинули её примерно в 1929 году из-за антисоциальной политики её нового лидера Альфреда Гугенберга и присоединились к протестантско-консервативной партии Христианско-социальное народное служение.

## Лидеры
Президенты или председатели партии:
- 1878—1909 — Адольф Штёккер
- 1909—1912 — Франц Беренс[нем.]
- 1912—1916 — Вильгельм Филиппс[нем.]
- 1916—1918 — Георг Буркхардт[нем.] при поддержке Вильгельма Вальбаума[нем.]